# Werner H. Heussinger
Werner H. Heussinger (geb. 1970) ist ein deutscher Ökonom und Autor.

## Leben & Wirken
Heussinger war Chefredakteur des Optionsschein Magazins, des €uro greentech.journals, Herausgeber des ZertifikateJournals, Kolumnist des Managed Derivatives Magazine und einer der führenden Zertifikate-Experten Deutschlands. Darüber hinaus war er als Dozent an der BA Stuttgart tätig und ist Mitglied des Fachbeirats am isf Institute for Strategic Finance der FOM – Hochschule für Oekonomie und Management. Heussinger ist Autor mehrerer Fachbücher, darunter befinden sich auch Manager Magazin Bestseller. Thematischer Schwerpunkt seiner Publikationen ist die technische Analyse der internationalen Aktien-, Zins-, Edelmetall- und Devisenmärkte, insbesondere mit Hilfe der Elliott-Wellen. Er vertritt die Ansicht, dass Systeme und Wertevorstellungen von Menschen geschaffen und damit analysierbar sind, vor allem im Rahmen der Behavioral Finance. Heussinger ist weiterhin in philanthropischen Einrichtungen aktiv. So ist er stellvertretender Vorsitzender des Stiftungsrates der Stiftung Hilfe zur Selbsthilfe Suchtkranker und Suchtgefährdeter, Vorstand der Heidelberger Gespräche Gesellschaft, und ist Beauftragter des Vorstands der Freimaurerischen Forschungsvereinigung Frederik zu Flensburg.

## Freimaurerei
Heussinger bekennt sich öffentlich zur Freimaurerei; darüber verfasste er u. a. mit Jan Snoek, Heike Görner und Ralph-Dieter Wilk das Buch Freimaurer – Wie Sie die Prinzipien des erfolgreichsten Netzwerks der Weltgeschichte für Ihre Persönlichkeitsentwicklung nutzen. Seit 1997 ist Heussinger selbst Freimaurer und Vorsitzender einer Freimaurerloge. Er vertritt den Standpunkt, dass der Humanismus keine Selbstverständlichkeit ist. „… er [der Humanismus] muss gelebt werden, ansonsten kann das wunderschöne Menschenbild verschwinden.“

## Publikationen (Auswahl)
- 1997: Elliott-Wave-Finanzmarktanalyse, Gabler Verlag, Wiesbaden, ISBN 978-3-409-14079-9
- 2000: Elliott-Wave-Finanzmarktanalyse 2. Auflage, Gabler Verlag, Wiesbaden, ISBN 978-3-409-24079-6
- 2000: Optionsscheine, Optionen und Futures (mit Marc Klein und Wolfgang Raum), Gabler Verlag, Wiesbaden, ISBN 978-3-409-14856-6
- 2001: Intelligent investieren mit Zertifikaten, Edition n-tv (mit Christian W. Röhl), FinanzBuch Verlag, München, ISBN 978-3-932114-78-6
- 2002: Elliott-Wave-Finanzmarktanalyse 3. Auflage, Gabler Verlag, Wiesbaden, ISBN 978-3-409-34079-3
- 2003: Generation Zertifikate, Edition Die Welt (mit Christian W. Röhl), FinanzBuch Verlag, München, ISBN 978-3-89879-037-6
- 2006: Der grosse Index-Guide (als Herausgeber gemeinsam mit Christian W. Röhl), FinanzBuch Verlag, München, ISBN 3-89879-137-8
- 2016: Cool bleiben und Dividenden kassieren (mit Christian W. Röhl), FinanzBuch Verlag, München, ISBN 978-3-89879-957-7
- 2020: Freimaurer (mit Jan Snoek, Heike Görner und Ralph-Dieter Wilk), FinanzBuch Verlag, München, ISBN 978-3-95972-303-9